# Galatia, Kansas
Galatia är en ort i Barton County i Kansas. Vid 2010 års folkräkning hade Galatia 39 invånare.